# 25 Phocaea
Phocaea /foʊˈsiːə/ (định danh hành tinh vi hình: 25 Phocaea) là một tiểu hành tinh ở vành đai chính do Jean Chacornac phát hiện tại Đài thiên văn Marseille ngày 6 tháng 4 năm 1853 và là tiểu hành tinh phát hiện đầu tiên của ông. Tiểu hành tinh này được đặt theo tên Phocaea, tên địa danh Foça ở Thổ Nhĩ Kỳ bằng tiếng Hy Lạp cổ.